# Хендерсон, Джордан
Джо́рдан Бра́йан Хе́ндерсон (англ. Jordan Brian Henderson; род. 17 июня 1990, Сандерленд) — английский футболист, полузащитник клуба «Брентфорд» и сборной Англии.
С восьми лет выступал в команде из своего родного города — «Сандерленде», в ноябре 2008 года впервые вышел в составе первой команды. В 2009 году отправился в полугодичную аренду в «Ковентри Сити», затем вернулся. В 2011 году присоединился к «Ливерпулю», дебютировав в составе этого клуба в августе того же года, и с тех пор провёл более 450 матчей за этот клуб. Свой первый трофей выиграл в 2012 году, им стал Кубок Футбольной лиги. После назначения на должность капитана команды выиграл с клубом Лигу чемпионов УЕФА, Суперкубок УЕФА, а также впервые в истории «Ливерпуля» стал победителем Клубного чемпионата мира и помог команде выиграть первый за 30 лет чемпионский титул в Англии. В 2020 году был назван лучшим футболистом года по версии АФЖ.
В сборной Англии Хендерсон впервые дебютировал в 2010 году, с тех пор сыграл в её составе более 50 матчей. Он представлял свою страну на трёх чемпионатах Европы в 2012, 2016 и 2020 годах и трёх чемпионатах мира в 2014, 2018 и 2022 годах. Признавался Футбольной ассоциацией Англии лучшим игроком молодёжной и основной сборной Англии.

## Ранние годы
Джордан родился в Сандерленде, в семье Брайана и Лиз Хендерсон. Обучался в школе графства Тайн-энд-Уир, расположенной в пригороде Сандерленда. В возрасте восьми лет присоединился к молодёжной академии местной команды «Сандерленд». Джордан с детства являлся поклонником этой команды.

## Клубная карьера

### «Сандерленд»
В июле 2008 года он подписал первый профессиональный контракт с этим клубом. 1 ноября дебютировал за первую команду, выйдя на замену в перерыве гостевого матча против «Челси», та игра закончилась для команды Джордана поражением со счётом 0:5. Первую игру в стартовом составе провел в следующем месяце против «Блэкберн Роверс» в матче Кубка лиги. В январе 2009 года был отдан в месячную аренду в «Ковентри Сити». Дебютировал за команду в игре с «Дерби Каунти», матч завершился поражением со счётом 1:2. В феврале было объявлено, что аренда будет продлена до конца сезона. 28 февраля в игре против «Норвич Сити» забил первый гол на профессиональном уровне. 8 апреля из-за получения травмы вернулся из аренды в «Сандерленд».

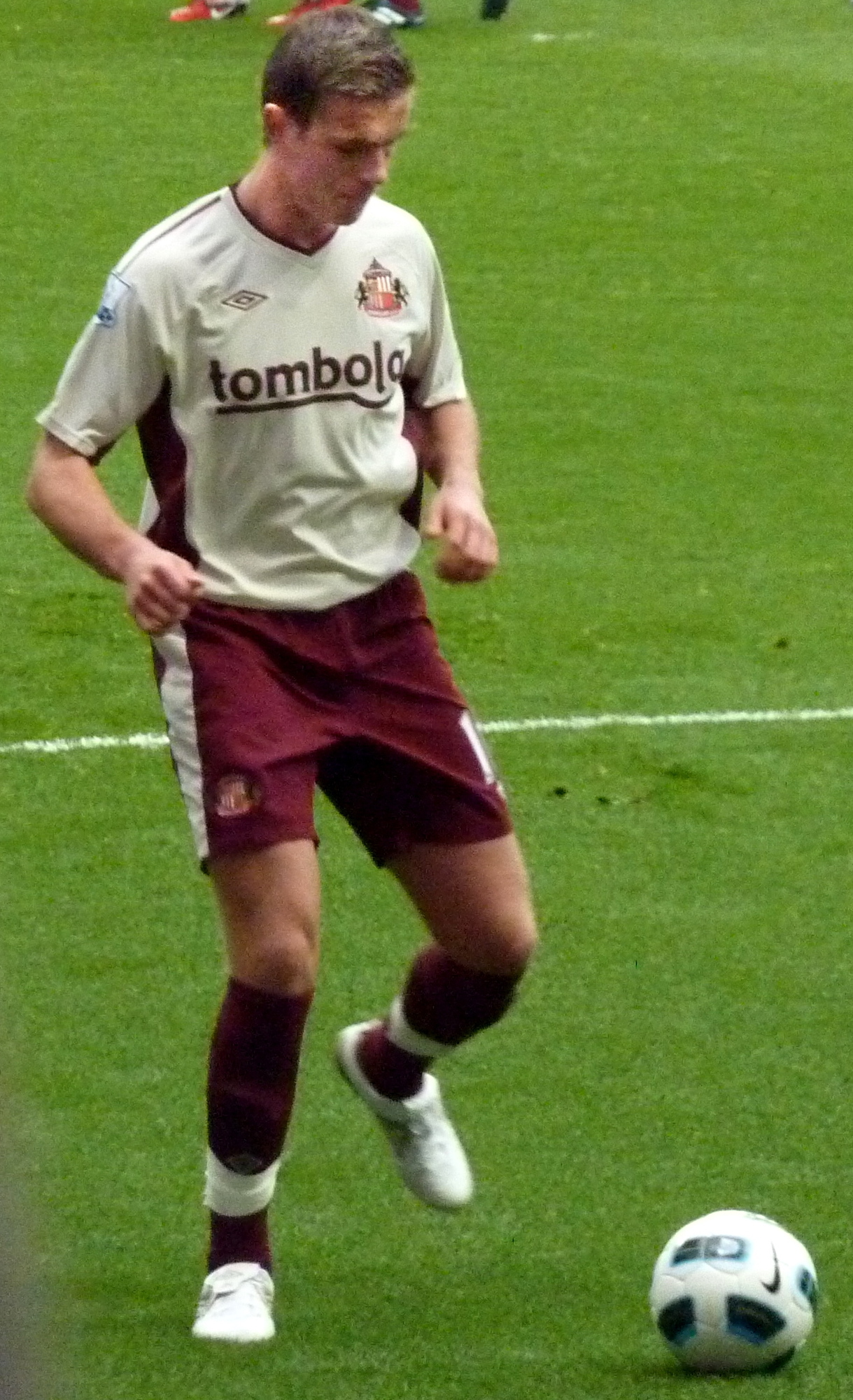
Хендерсон в составе «Сандерленда», 2011 год

В своем первом по возвращении в клуб сезоне Хендерсон стал выходить в основном составе составе команды, сыграв 33 матча в рамках чемпионата и забив в них один гол. Свой первый гол за основную команду забил в матче третьего раунда Кубка лиги против «Бирмингем Сити». Первый гол в Премьер-лиге Хендерсон забил в матче против «Манчестер Сити» 19 декабря 2009 года. 23 апреля 2010 года подписал новый пятилетний контракт с клубом. Также в сезоне 2009/10 Джордан был удостоен звания лучшего молодого игрока года в «Сандерленде». В сезоне 2010/11 Хендерсон остался игроком стартового состава, сыграв 39 матчей во всех турнирах, в которых ему удалось забить три мяча. В матче против «Уиган Атлетик» оформил свой первый дубль. 13 января 2011 года Хендерсон был внесён официальным сайтом ФИФА в список из молодых игроков, за которыми стоит наблюдать в 2011 году. Во второй раз подряд Джордан был признан лучшим молодым игроком года в «Сандерленде».

### «Ливерпуль»
В июне 2011 года Хендерсон перешёл в «Ливерпуль», сумма трансфера осталась неразглашённой. Дебютировал за новый клуб в первом матче Премьер-лиги 2011/12 против своего бывшего клуба — «Сандерленда», игра закончилась со счётом 1:1. 27 августа Джордан забил свой первый гол за «Ливерпуль», это произошло в матче чемпионата Англии против «Болтон Уондерерс». 26 февраля 2012 года Хендерсон в стартовом составе начал финальный матч Кубка лиги против «Кардифф Сити» и был заменён в первой половине второго тайма. Данный матч «красным» удалось выиграть по результатам серии послематчевых пенальти, в результате чего Джордан выиграл первый трофей в карьере. 5 мая английский полузащитник провёл все 90 минут финала Кубка Англии против «Челси», однако «Ливерпуль» проиграл в этом матче со счётом 1:2. Сезон 2011/12 Джордан завершил, имея в активе 48 сыгранных матчей и два забитых гола во всех турнирах.
В августе 2012 года новый главный тренер «Ливерпуля» Брендан Роджерс был готов отпустить Хендерсона из команды, однако сам Джордан не имел намерений покидать «красных». Первый гол за «Ливерпуль» в еврокубках Джордан забил 6 декабря 2012 года, чем помог своей команде победить итальянский «Удинезе». В сезоне 2013/14 Хендерсон провёл 35 матчей в рамках Премьер-лиги и забил в них четыре гола. 29 сентября 2013 года провёл свой 100-й матч за «Ливерпуль». В апреле 2014 года получил первую в карьере красную карточку за опасную игру против Самира Насри. Без Хендерсона «Ливерпуль» проиграл в матче с «Челси» (0:2) и сыграл вничью с «Кристал Пэлас» (3:3), в последнем матче «красные» пропустили три мяча за последние 15 минут. В финальном туре чемпионата 11 мая 2014 года вышел в стартовом составе «Ливерпуля» в игре с «Ньюкасл Юнайтед», однако команда не смогла завоевать чемпионский титул, так как «Манчестер Сити» удалось выйти на первое место в параллельной игре.

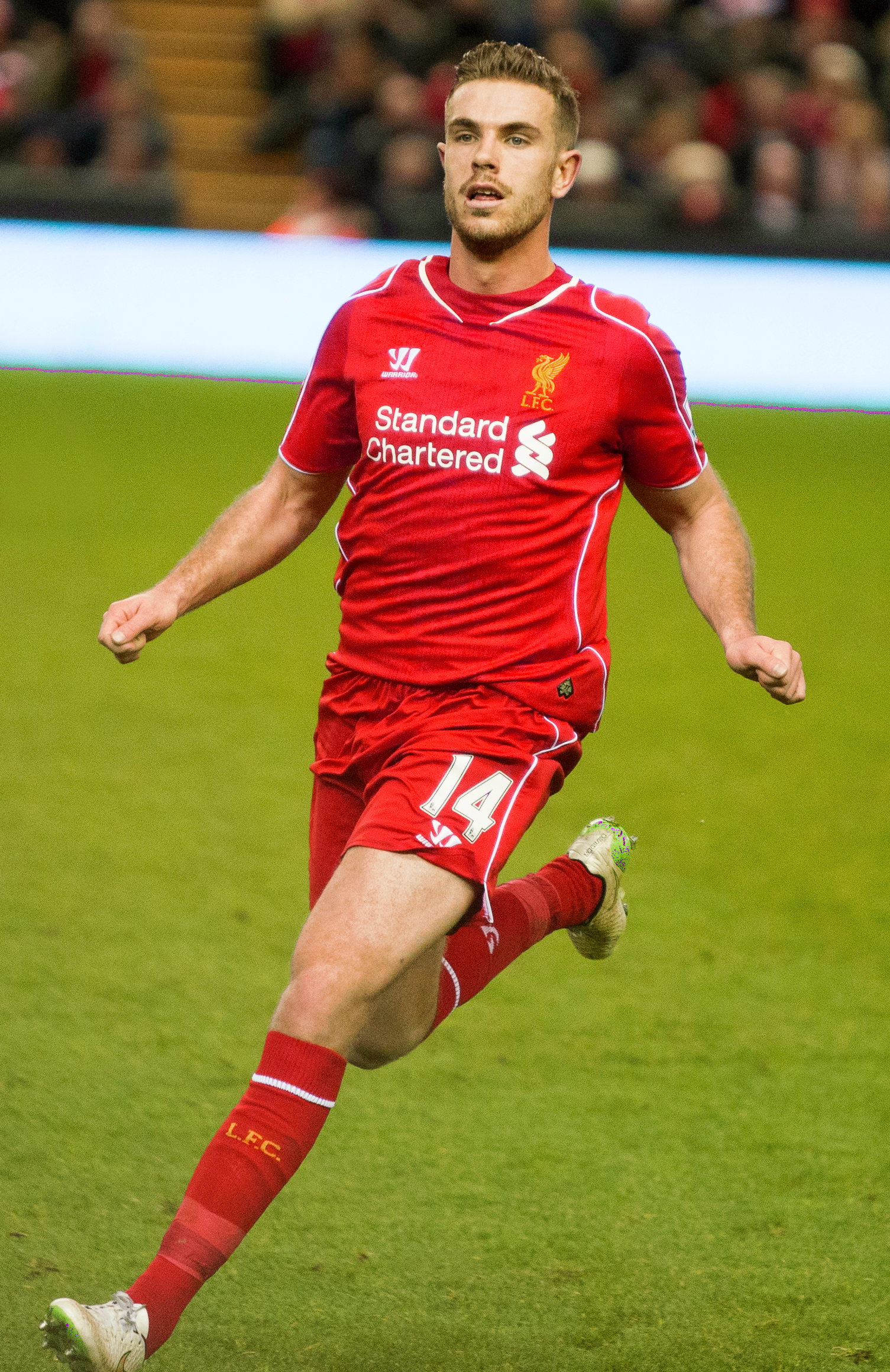
Джордан Хендерсон в составе «Ливерпуля», 2014 год

В сезоне 2014/15 после ухода Даниэля Аггера Хендерсон был назначен вице-капитаном команды. 29 ноября Хендерсон впервые вышел на матч с капитанской повязкой в составе «Ливерпуля», так как капитан команды Стивен Джеррард остался на скамейке запасных. 2 декабря провёл свой 150-й матч за «красных», матч против «Лестер Сити» закончился победой со счётом 3:1, а сам Хендерсон в нём отличился забитым мячом. Впоследствии провёл некоторое количество матчей в роли капитана, поскольку Джеррард был травмирован или оставался в запасе. 23 апреля продлил свой контракт с «Ливерпулем» на пять лет с окладом в 100 тысяч фунтов в неделю. После ухода Стивена Джеррарда в июне 2015 года Хендерсон стал капитаном «Ливерпуля». Был травмирован в момент прихода в клуб нового главного тренера Юргена Клоппа. 29 ноября 2015 года вернулся в состав в игре против «Суонси Сити». Впервые отличился забитым мячом после своего возвращения 13 декабря в матче с «Вест Бромвич Альбион». Во время первого матча 1/4 финала Лиги Европы 2015/16 против дортмундской «Боруссии» получил ещё одну травму, из-за которой выбыл до конца сезона. Всего же в сезоне 2015/16 провёл 26 матчей во всех турнирах и забил в них два гола.
Сезон 2016/17 Джордан начал с регулярных выступлений в стартовом составе команды, а 16 сентября забил гол из-за пределов штрафной площади, который помог «Ливерпулю» обыграть «Челси» на «Стэмфорд Бридж». Данный мяч был признан лучшим голом месяца английской Премьер-лиги. Сезон английский полузащитник завершил, имея в активе 27 проведённых матчей и один забитый мяч. Сезон 2017/18 англичанин провёл в качестве игрока основного состава. 23 сентября 2017 года забил свой единственный гол в сезоне, чем помог своей команде обыграть «Лестер Сити» со счетом 3:2. Также вместе с командой Хендерсон дошёл до финала Лиги чемпионов, в котором «красные» уступили мадридскому «Реалу» со счетом 1:3. Всего в сезоне 2017/18 Хендерсон провёл 41 матч во всех соревнованиях.

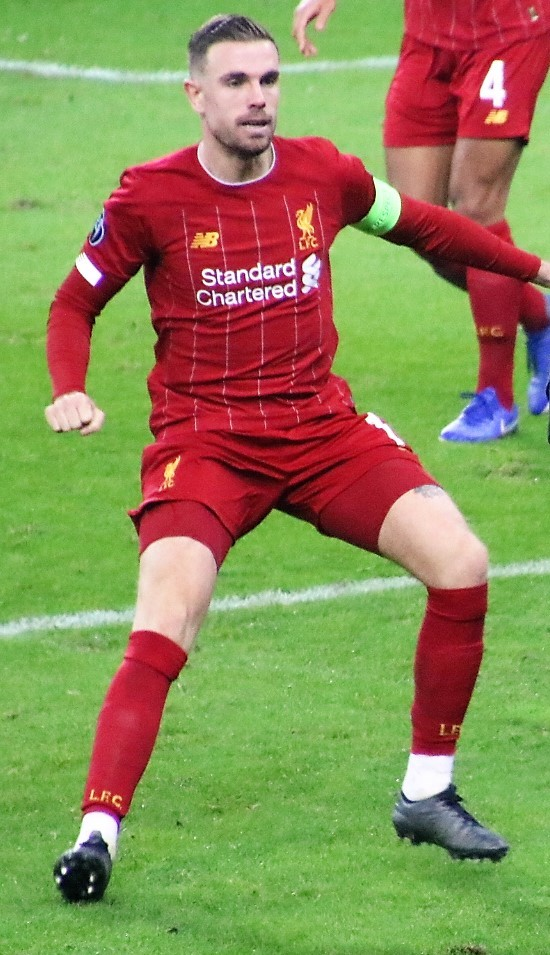
Джордан Хендерсон в декабре 2019 года

В 2018 году подписал новый контракт с «Ливерпулем», выразив надежду относительно того, что сможет остаться в команде вплоть до завершения карьеры. 1 июня 2019 года в финале турнира «Ливерпуль» одержал победу над «Тоттенхэмом», в результате чего выиграл шестой Кубок европейских чемпионов, Хендерсон же в качестве капитана провёл на поле весь матч. Впоследствии «Ливерпуль» также выиграл Суперкубок УЕФА 2019 года, обыграв лондонский «Челси» по пенальти.
В декабре 2019 года Хендерсон выиграл с «Ливерпулем» первый в истории этой команды кубок клубного чемпионата мира. После победы в данном турнире бывший игрок «Ливерпуля» Джон Олдридж выразил уверенность в том, что Хендерсона следует считать одним из величайших игроков в истории команды. В конце июня в составе своей команды стал победителем английской Премьер-лиги, это произошло после поражения «Манчестер Сити» в матче с «Челси», из-за чего «Ливерпуль» был досрочно признан победителем чемпионата.
31 августа 2021 года Хендерсон подписал новый долгосрочный контракт с «Ливерпулем». 15 сентября он забил свой первый гол в Лиге чемпионов за семь лет, отличившись в первом матче группового этапа против «Милана» (3:2). 8 ноября Хендерсон провёл свой 300-й матч в Премьер-лиге за «Ливерпуль» против «Вест Хэм Юнайтед».
14 мая 2022 года Хендерсон стал первым капитаном «Ливерпуля», выигравшим шесть различных трофеев после победы в Кубке Англии 2021/22. «Ливерпуль» упустил шанс добиться исторического квадрупла, заняв второе место в Премьер-лиге и Лиге чемпионов 2021/22, но выиграв и Кубок лиги, и Кубок Англии. По итогам сезона 2022/23 «Ливерпуль» не сумел квалифицироваться в Лигу чемпионов. 26 июля 2023 года Хендерсон подтвердил, что покинет «Ливерпуль» после 12 лет.

### Карьера после «Ливерпуля»
В 2023 году в летнее трансферное окно перешёл в «Аль-Иттифак» . Во время недолгой игры за саудовскую команду к игроку предъявлялись претензии от болельщиков «Ливерпуля» принадлежащих к сообществу LGBTQ+. По их мнению, он своими действиями помогал скрывать нарушения прав в Саудовской Аравии. В январе 2024 года Хендерсон договорился о расторжении контракта.  
Заинтересованность к свободному агенту проявил нидерландский «Аякс». 18 января 2024 года игрок заключил соглашение с амстердамским клубом на 2,5 года. Дебютировал за команду 3 февраля в матче против ПСВ.
15 июля 2025 года на правах свободного агента перешёл в «Брентфорд».

## Карьера в сборной
Его международный дебют состоялся в 2009 году в матче между сборными Англии и Чехии до 19 лет. В 2010 году Хендерсон дебютировал в сборной Англии до 21 года. В матче против молодёжной сборной Румынии Хендерсон забил свой первый гол на уровне сборных. В составе сборной до 21 года выступил на чемпионате Европы среди молодёжных команд в 2011 году, на котором Англия выбыла на групповом этапе. 1 сентября 2011 года в качестве капитана сборной провёл матч против молодёжной команды Азербайджана, в котором ему удалось забить мяч. 3 февраля 2013 года Хендерсон был назван лучшим игроком сборной Англии до 21 года. На чемпионате Европы среди молодёжных команд в 2013 году выступил в ранге капитана команды.
В ноябре 2010 года Хендерсон впервые был вызван в основную сборную Англии на товарищеский матч против сборной Франции. Он вышел на поле в стартовом составе, сыграв в центре поля со Стивеном Джеррардом. В качестве резервного игрока был вызван в английскую сборную для участия на Евро-2012. По результатам группового этапа Англия заняла первое место в своей группе, выиграв матчи против сборных Швеции и Украины, а также сыграв вничью с Францией. Матч против французской сборной стал единственным на групповом этапе данного турнира, где Джордан появился на поле: он вышел со скамейки запасных в концовке матча, заменив Скотта Паркера. В четвертьфинале против сборной Италии он вновь заменил Паркера в дополнительное время, однако матч закончился поражением сборной Англии по результатам серии послематчевых пенальти.

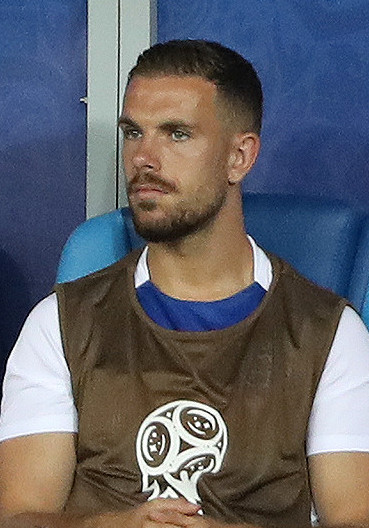
Хендерсон на чемпионате мира 2018 года

В 2014 году тренер Рой Ходжсон включил Джордана в состав сборной на чемпионат мира 2014 года. Первые два матча группового этапа против сборных Италии и Уругвая начал в стартовом составе, однако в третьем матче против Коста-Рики остался на скамейке запасных. Эта игра стала единственной ничьей английской сборной на турнире, остальные две игры были проиграны. Англичане заняли последнее место в своей группе и завершили выступление на турнире без выхода в раунд плей-офф. В 2016 году Ходжсон вновь включил Хендерсона в состав команды на чемпионат Европы 2016 года. По результатам игр группового этапа против России, Уэльса и Словакии англичане смогли выйти из группы. Хендерсон провёл полный матч против сборной Словакии, который закончился со счётом 0:0. Эта игра стала первой и последней для Джордана на данном турнире, так как он не появился в матче 1/8 финала против сборной Исландии, в котором Англия потерпела поражение со счётом 1:2 и завершила своё выступление на турнире.
Был вызван и на чемпионат мира 2018 года. В первых двух матчах группы G против сборных Туниса и Панамы Джордан появился в стартовом составе и провёл весь матч, однако в игре против сборной Бельгии он остался в запасе. В матче 1/8 финала против Колумбии Хендерсон стал единственным игроком сборной Англии, который не реализовал свой удар в серии пенальти, тем не менее, команда смогла одержать победу и выйти в 1/4 финала. В четвертьфинале против сборной Швеции Хендерсон провёл на поле 85 минут и был заменён при счёте 2:0 в пользу Англии. В полуфинале против сборной Хорватии Хендерсон сыграл 97 минут и был заменён при счёте 1:1, после чего хорваты сумели забить победный мяч. В матче за третье место против Бельгии (0:2) Хендерсон на поле не выходил. В результате своего выступления сборная Англии заняла четвёртое место на турнире.
В 2019 году Джордан был признан лучшим игроком года по версии Футбольной ассоциации. Он стал первым игроком, который был удостоен данного звания как в сборной до 21 года, так и в основной сборной. В марте 2019 года провёл свой 50-й матч в составе сборной Англии. 3 июля 2021 года состоялся первый гол Хендерсона за сборную в четвертьфинальном матче Евро-2020 против Украины (4:0). Выйдя на замену, он забил последний гол Англии в игре головой. В финале Евро-2020 Хендерсон вышел на замену на 74-й минуте, после чего в конце дополнительного времени его самого заменил Маркус Рашфорд, а Англия заняла второе место.
Хендерсон был включён в состав сборной Англии из 26 человек на чемпионат мира 2022 года в Катаре. Он забил свой первый гол на чемпионате мира после комбинации с Джудом Беллингемом в матче 1/8 финала против Сенегала. Хендерсон не попал в предварительную заявку сборной Англии на Евро-2024 и получил свой первый вызов в сборную с ноября 2023 года на матчи против Албании и Латвии лишь в марте 2025 года.

## Стиль игры
Хендерсон играет на позиции полузащитника, действуя по всему полю, однако Юрген Клопп после назначения в «Ливерпуль» использовал Хендерсона в качестве опорного полузащитника. Тем не менее, после перехода Фабиньо из «Монако» в 2018 году, Хендерсон вернулся к своей первоначальной позиции, действуя ближе к правой стороне поля. Известен как игрок, который выполняет большой объём работы. В «Ливерпуле» Хендерсон стал действовать с более творческим подходом. Помимо футбольных навыков, сильной стороной англичанина называют лидерские качества как на поле, так и за его пределами.

## Личная жизнь
C 2014 года женат на Ребекке Бёрнетт. У супругов трое детей — дочери Элекса (род. 2014) и Альба (род. 2015) и сын Майлз (род. 2020). Его отец Брайан, работавший полицейским в прошлом, победил рак полости рта. Также у него есть сестра Джоди.
Джордан является лицом британского издания игры FIFA 16 вместе с Лионелем Месси. Во время пандемии COVID-19 Хендерсон в качестве капитана «Ливерпуля» связался с другими капитанами команд Премьер-лиги, чтобы организовать фонд помощи, который собрал деньги для Национальной службы здравоохранения Великобритании.

## Статистика выступлений

### Клубная статистика
| Клуб             | Сезон            | Лига | Лига | Кубок | Кубок | Кубок лиги | Кубок лиги | Еврокубки | Еврокубки | Прочие | Прочие | Всего | Всего |
| Клуб             | Сезон            | Игры | Голы | Игры  | Голы  | Игры       | Голы       | Игры      | Голы      | Игры   | Голы   | Игры  | Голы  |
| ---------------- | ---------------- | ---- | ---- | ----- | ----- | ---------- | ---------- | --------- | --------- | ------ | ------ | ----- | ----- |
| Сандерленд       | 2008/09          | 1    | 0    | 0     | 0     | 1          | 0          | 0         | 0         | 0      | 0      | 2     | 0     |
| Сандерленд       | 2009/10          | 33   | 1    | 2     | 0     | 3          | 1          | 0         | 0         | 0      | 0      | 38    | 2     |
| Сандерленд       | 2010/11          | 37   | 3    | 1     | 0     | 1          | 0          | 0         | 0         | 0      | 0      | 39    | 3     |
| Сандерленд       | Итого            | 71   | 4    | 3     | 0     | 5          | 1          | 0         | 0         | 0      | 0      | 79    | 5     |
| → Ковентри Сити  | 2008/09          | 10   | 1    | 3     | 0     | 0          | 0          | 0         | 0         | 0      | 0      | 13    | 1     |
| → Ковентри Сити  | Итого            | 10   | 1    | 3     | 0     | 0          | 0          | 0         | 0         | 0      | 0      | 13    | 1     |
| Ливерпуль        | 2011/12          | 37   | 2    | 5     | 0     | 6          | 0          | 0         | 0         | 0      | 0      | 48    | 2     |
| Ливерпуль        | 2012/13          | 30   | 5    | 2     | 0     | 2          | 0          | 10        | 1         | 0      | 0      | 44    | 6     |
| Ливерпуль        | 2013/14          | 35   | 4    | 3     | 0     | 2          | 1          | 0         | 0         | 0      | 0      | 40    | 5     |
| Ливерпуль        | 2014/15          | 37   | 6    | 7     | 0     | 4          | 0          | 6         | 1         | 0      | 0      | 54    | 7     |
| Ливерпуль        | 2015/16          | 17   | 2    | 0     | 0     | 3          | 0          | 6         | 0         | 0      | 0      | 26    | 2     |
| Ливерпуль        | 2016/17          | 24   | 1    | 0     | 0     | 3          | 0          | 0         | 0         | 0      | 0      | 27    | 1     |
| Ливерпуль        | 2017/18          | 27   | 1    | 1     | 0     | 1          | 0          | 12        | 0         | 0      | 0      | 41    | 1     |
| Ливерпуль        | 2018/19          | 32   | 1    | 0     | 0     | 1          | 0          | 11        | 0         | 0      | 0      | 44    | 1     |
| Ливерпуль        | 2019/20          | 30   | 4    | 0     | 0     | 0          | 0          | 7         | 0         | 3      | 0      | 40    | 4     |
| Ливерпуль        | 2020/21          | 21   | 1    | 1     | 0     | 0          | 0          | 6         | 0         | 0      | 0      | 28    | 1     |
| Ливерпуль        | 2021/22          | 35   | 2    | 5     | 0     | 5          | 0          | 12        | 1         | 0      | 0      | 57    | 3     |
| Ливерпуль        | 2022/23          | 35   | 0    | 2     | 0     | 1          | 0          | 4         | 0         | 1      | 0      | 43    | 0     |
| Ливерпуль        | Итого            | 360  | 29   | 26    | 0     | 28         | 1          | 73        | 3         | 5      | 0      | 492   | 33    |
| Аль-Иттифак      | 2023/24          | 17   | 0    | 2     | 0     | 0          | 0          | 0         | 0         | 0      | 0      | 19    | 0     |
| Аль-Иттифак      | Итого            | 17   | 0    | 2     | 0     | 0          | 0          | 0         | 0         | 0      | 0      | 19    | 0     |
| Аякс             | 2023/24          | 9    | 0    | 0     | 0     | —          | —          | 3         | 0         | —      | —      | 12    | 0     |
| Аякс             | 2024/25          | 28   | 1    | 2     | 0     | —          | —          | 15        | 0         | —      | —      | 45    | 1     |
| Аякс             | Итого            | 37   | 1    | 2     | 0     | —          | —          | 18        | 0         | —      | —      | 57    | 1     |
| Всего за карьеру | Всего за карьеру | 495  | 35   | 36    | 0     | 33         | 2          | 91        | 3         | 5      | 0      | 647   | 39    |

1. ↑  Суперкубок Англии, Клубный чемпионат мира.

### Список матчей за сборную
| Матчи Джордана Хендерсона за сборную Англии | Матчи Джордана Хендерсона за сборную Англии | Матчи Джордана Хендерсона за сборную Англии | Матчи Джордана Хендерсона за сборную Англии | Матчи Джордана Хендерсона за сборную Англии | Матчи Джордана Хендерсона за сборную Англии                        | Матчи Джордана Хендерсона за сборную Англии |
| №                                           | Дата                                        | Оппонент                                    | Счёт                                        | Голы                                        | Соревнование                                                       |                                             |
| ------------------------------------------- | ------------------------------------------- | ------------------------------------------- | ------------------------------------------- | ------------------------------------------- | ------------------------------------------------------------------ | ------------------------------------------- |
| 1                                           | 17 ноября 2010                              | Франция                                     | 1:2                                         | —                                           | Товарищеский матч                                                  |                                             |
| 2                                           | 26 мая 2012                                 | Норвегия                                    | 1:0                                         | —                                           | Товарищеский матч                                                  |                                             |
| 3                                           | 2 июня 2012                                 | Бельгия                                     | 1:0                                         | —                                           | Товарищеский матч                                                  |                                             |
| 4                                           | 11 июня 2012                                | Франция                                     | 1:1                                         | —                                           | ЧЕ-2012. Групповой этап                                            |                                             |
| 5                                           | 24 июня 2012                                | Италия                                      | 0:0 (п. 2:4)                                | —                                           | ЧЕ-2012. 1/4 финала                                                |                                             |
| 6                                           | 15 ноября 2013                              | Чили                                        | 0:2                                         | —                                           | Товарищеский матч                                                  |                                             |
| 7                                           | 19 ноября 2013                              | Германия                                    | 0:1                                         | —                                           | Товарищеский матч                                                  |                                             |
| 8                                           | 5 марта 2014                                | Дания                                       | 1:0                                         | —                                           | Товарищеский матч                                                  |                                             |
| 9                                           | 30 мая 2014                                 | Перу                                        | 3:0                                         | —                                           | Товарищеский матч                                                  |                                             |
| 10                                          | 4 июня 2014                                 | Эквадор                                     | 2:2                                         | —                                           | Товарищеский матч                                                  |                                             |
| 11                                          | 7 июня 2014                                 | Гондурас                                    | 0:0                                         | —                                           | Товарищеский матч                                                  |                                             |
| 12                                          | 14 июня 2014                                | Италия                                      | 1:2                                         | —                                           | ЧМ-2014. Групповой этап                                            |                                             |
| 13                                          | 19 июня 2014                                | Уругвай                                     | 1:2                                         | —                                           | ЧМ-2014. Групповой этап                                            |                                             |
| 14                                          | 3 сентября 2014                             | Норвегия                                    | 1:0                                         | —                                           | Товарищеский матч                                                  |                                             |
| 15                                          | 8 сентября 2014                             | Швейцария                                   | 2:0                                         | —                                           | Отборочные матчи ЧЕ-2016                                           |                                             |
| 16                                          | 9 октября 2014                              | Сан-Марино                                  | 5:0                                         | —                                           | Отборочные матчи ЧЕ-2016                                           |                                             |
| 17                                          | 12 октября 2014                             | Эстония                                     | 1:0                                         | —                                           | Отборочные матчи ЧЕ-2016                                           |                                             |
| 18                                          | 15 ноября 2014                              | Словения                                    | 3:1                                         | —                                           | Отборочные матчи ЧЕ-2016                                           |                                             |
| 19                                          | 27 марта 2015                               | Литва                                       | 4:0                                         | —                                           | Отборочные матчи ЧЕ-2016                                           |                                             |
| 20                                          | 31 марта 2015                               | Италия                                      | 1:1                                         | —                                           | Товарищеский матч                                                  |                                             |
| 21                                          | 7 июня 2015                                 | Ирландия                                    | 0:0                                         | —                                           | Товарищеский матч                                                  |                                             |
| 22                                          | 14 июня 2015                                | Словения                                    | 3:2                                         | —                                           | Отборочные матчи ЧЕ-2016                                           |                                             |
| 23                                          | 26 марта 2016                               | Германия                                    | 3:2                                         | —                                           | Товарищеский матч                                                  |                                             |
| 24                                          | 22 мая 2016                                 | Турция                                      | 2:1                                         | —                                           | Товарищеский матч                                                  |                                             |
| 25                                          | 27 мая 2016                                 | Австралия                                   | 2:1                                         | —                                           | Товарищеский матч                                                  |                                             |
| 26                                          | 2 июня 2016                                 | Португалия                                  | 1:0                                         | —                                           | Товарищеский матч                                                  |                                             |
| 27                                          | 20 июня 2016                                | Словакия                                    | 0:0                                         | —                                           | ЧЕ-2016. Групповой этап                                            |                                             |
| 28                                          | 4 сентября 2016                             | Словакия                                    | 1:0                                         | —                                           | Отборочные матчи ЧМ-2018                                           |                                             |
| 29                                          | 8 октября 2016                              | Мальта                                      | 2:0                                         | —                                           | Отборочные матчи ЧМ-2018                                           |                                             |
| 30                                          | 11 октября 2016                             | Словения                                    | 0:0                                         | —                                           | Отборочные матчи ЧМ-2018                                           |                                             |
| 31                                          | 11 ноября 2016                              | Шотландия                                   | 3:0                                         | —                                           | Отборочные матчи ЧМ-2018                                           |                                             |
| 32                                          | 15 ноября 2016                              | Испания                                     | 2:2                                         | —                                           | Товарищеский матч                                                  |                                             |
| 33                                          | 1 сентября 2017                             | Мальта                                      | 4:0                                         | —                                           | Отборочные матчи ЧМ-2018                                           |                                             |
| 34                                          | 4 сентября 2017                             | Словакия                                    | 2:1                                         | —                                           | Отборочные матчи ЧМ-2018                                           |                                             |
| 35                                          | 5 октября 2017                              | Словения                                    | 1:0                                         | —                                           | Отборочные матчи ЧМ-2018                                           |                                             |
| 36                                          | 8 октября 2017                              | Литва                                       | 1:0                                         | —                                           | Отборочные матчи ЧМ-2018                                           |                                             |
| 37                                          | 23 марта 2018                               | Нидерланды                                  | 1:0                                         | —                                           | Товарищеский матч                                                  |                                             |
| 38                                          | 27 марта 2018                               | Италия                                      | 0:1                                         | —                                           | Товарищеский матч                                                  |                                             |
| 39                                          | 7 июня 2018                                 | Коста-Рика                                  | 2:0                                         | —                                           | Товарищеский матч                                                  |                                             |
| 40                                          | 18 июня 2018                                | Тунис                                       | 2:1                                         | —                                           | ЧМ-2018. Групповой этап                                            |                                             |
| 41                                          | 24 июня 2018                                | Панама                                      | 6:1                                         | —                                           | ЧМ-2018. Групповой этап                                            |                                             |
| 42                                          | 3 июля 2018                                 | Колумбия                                    | 1:1 (п. 4:3)                                | —                                           | ЧМ-2018. 1/8 финала                                                |                                             |
| 43                                          | 7 июля 2018                                 | Швеция                                      | 2:0                                         | —                                           | ЧМ-2018. 1/4 финала                                                |                                             |
| 44                                          | 11 июля 2018                                | Хорватия                                    | 1:2                                         | —                                           | ЧМ-2018. 1/2 финала                                                |                                             |
| 45                                          | 8 сентября 2018                             | Испания                                     | 1:2                                         | —                                           | Лига наций УЕФА 2018/19. Групповой этап                            |                                             |
| 46                                          | 11 сентября 2018                            | Швейцария                                   | 1:0                                         | —                                           | Товарищеский матч                                                  |                                             |
| 47                                          | 12 октября 2018                             | Хорватия                                    | 0:0                                         | —                                           | Лига наций УЕФА 2018/19. Групповой этап                            |                                             |
| 48                                          | 15 ноября 2018                              | США                                         | 3:0                                         | —                                           | Товарищеский матч                                                  |                                             |
| 49                                          | 22 марта 2019                               | Чехия                                       | 5:0                                         | —                                           | Отборочные матчи ЧЕ-2020                                           |                                             |
| 50                                          | 25 марта 2019                               | Черногория                                  | 5:1                                         | —                                           | Отборочные матчи ЧЕ-2020                                           |                                             |
| 51                                          | 6 июня 2019                                 | Нидерланды                                  | 1:3 (д.в.)                                  | —                                           | Лига наций УЕФА 2018/19. Финальная стадия                          |                                             |
| 52                                          | 7 сентября 2019                             | Болгария                                    | 4:0                                         | —                                           | Отборочные матчи ЧЕ-2020                                           |                                             |
| 53                                          | 10 сентября 2019                            | Косово                                      | 5:3                                         | —                                           | Отборочные матчи ЧЕ-2020                                           |                                             |
| 54                                          | 11 октября 2019                             | Чехия                                       | 1:2                                         | —                                           | Отборочные матчи ЧЕ-2020                                           |                                             |
| 55                                          | 14 октября 2019                             | Болгария                                    | 6:0                                         | —                                           | Отборочные матчи ЧЕ-2020                                           |                                             |
| 56                                          | 11 октября 2020                             | Бельгия                                     | 2:1                                         | —                                           | Лига наций УЕФА 2020/21. Групповой этап                            |                                             |
| 57                                          | 14 октября 2020                             | Дания                                       | 0:1                                         | —                                           | Лига наций УЕФА 2020/21. Групповой этап                            |                                             |
| 58                                          | 15 ноября 2020                              | Бельгия                                     | 0:2                                         | —                                           | Лига наций УЕФА 2020/21. Групповой этап                            |                                             |
| 59                                          | 6 июня 2021                                 | Румыния                                     | 1:0                                         | —                                           | Товарищеский матч                                                  |                                             |
| 60                                          | 22 июня 2021                                | Чехия                                       | 1:0                                         | —                                           | Чемпионат Европы по футболу 2020. Группа D                         |                                             |
| 61                                          | 29 июня 2021                                | Германия                                    | 2:0                                         | —                                           | Чемпионат Европы по футболу 2020 1/8 финала                        |                                             |
| 62                                          | 3 июля 2021                                 | Украина                                     | 4:0                                         | 1                                           | Чемпионат Европы по футболу 2020 1/4 финала                        |                                             |
| 63                                          | 7 июля 2021                                 | Дания                                       | 2:1                                         | —                                           | Чемпионат Европы по футболу 2020 1/2 финала                        |                                             |
| 64                                          | 11 июля 2021                                | Италия                                      | 1:1 (п. 2:3)                                | —                                           | Чемпионат Европы по футболу 2020 финал                             |                                             |
| 65                                          | 2 сентября 2021                             | Венгрия                                     | 4:0                                         | —                                           | Чемпионат мира по футболу 2022 (отборочный турнир, УЕФА, группа I) |                                             |
| 66                                          | 5 сентября 2021                             | Андорра                                     | 4:0                                         | —                                           | Чемпионат мира по футболу 2022 (отборочный турнир, УЕФА, группа I) |                                             |
| 67                                          | 12 октября 2021                             | Венгрия                                     | 1:1                                         | —                                           | Чемпионат мира по футболу 2022 (отборочный турнир, УЕФА, группа I) |                                             |
| 68                                          | 12 ноября 2021                              | Албания                                     | 5:0                                         | 1                                           | Чемпионат мира по футболу 2022 (отборочный турнир, УЕФА, группа I) |                                             |
| 69                                          | 26 марта 2022                               | Швейцария                                   | 2:1                                         | —                                           | Товарищеский матч                                                  |                                             |
| 70                                          | 26 сентября 2022                            | Германия                                    | 3:3                                         | —                                           | UEFA Nations League 2023 - Group 3                                 |                                             |
| 71                                          | 25 ноября 2022                              | США                                         | 0:0                                         | —                                           | Чемпионат мира по футболу 2022. Группа B                           |                                             |
| 72                                          | 29 ноября 2022                              | Уэльс                                       | 3:0                                         | —                                           | Чемпионат мира по футболу 2022. Группа B                           |                                             |
| 73                                          | 4 декабря 2022                              | Сенегал                                     | 3:0                                         | 1                                           | Чемпионат мира по футболу 2022 1/8 финала                          |                                             |
| 74                                          | 10 декабря 2022                             | Франция                                     | 1:2                                         | —                                           | Чемпионат мира по футболу 2022 1/4 финала                          |                                             |
| 75                                          | 26 марта 2023                               | Украина                                     | 2:0                                         | —                                           | Чемпионат Европы по футболу 2024 (отборочный турнир, группа C)     |                                             |
| 76                                          | 16 июня 2023                                | Мальта                                      | 4:0                                         | —                                           | Чемпионат Европы по футболу 2024 (отборочный турнир, группа C)     |                                             |
| 77                                          | 19 июня 2023                                | Северная Македония                          | 7:0                                         | —                                           | Чемпионат Европы по футболу 2024 (отборочный турнир, группа C)     |                                             |
| 78                                          | 9 сентября 2023                             | Украина                                     | 1:1                                         | —                                           | Чемпионат Европы по футболу 2024 (отборочный турнир, группа C)     |                                             |
| 79                                          | 13 октября 2023                             | Австралия                                   | 1:0                                         | —                                           | Товарищеский матч                                                  |                                             |
| 80                                          | 17 октября 2023                             | Италия                                      | 3:1                                         | —                                           | Чемпионат Европы по футболу 2024 (отборочный турнир, группа C)     |                                             |
| 81                                          | 17 ноября 2023                              | Мальта                                      | 2:0                                         | —                                           | Чемпионат Европы по футболу 2024 (отборочный турнир, группа C)     |                                             |
| 82                                          | 21 марта 2025                               | Албания                                     | 2:0                                         | —                                           | Чемпионат мира по футболу 2026 (отборочный турнир, УЕФА), группа К |                                             |
| 83                                          | 24 марта 2025                               | Латвия                                      | 3:0                                         | —                                           | Чемпионат мира по футболу 2026 (отборочный турнир, УЕФА), группа К |                                             |

## Достижения

### Командные
«Ливерпуль»
- Чемпион Англии: 2019/20
- Обладатель Кубка Англии: 2021/22
- Обладатель Суперкубка Англии: 2022
- Победитель Лиги чемпионов УЕФА: 2018/19[145]
- Обладатель Кубка Английской футбольной лиги (2): 2011/12[30], 2021/22[146]
- Обладатель Суперкубка УЕФА: 2019[68]
- Победитель Клубного чемпионата мира: 2019[147]

Сборная Англии
- Бронзовый призёр Лиги наций УЕФА: 2018/19
- Серебряный призёр чемпионата Европы: 2020

### Личные
- Лучший молодой игрок «Сандерленда» (2): 2009/10[20], 2010/11[24]
- Лучший молодой игрок сборной Англии до 21 года: 2012[87]
- Лучший молодой игрок «Ливерпуля»: 2011/12
- Автор лучшего гола месяца английской Премьер-лиги: сентябрь 2016[59]
- Лучший игрок года по версии Футбольной ассоциации: 2019[109]
- Лучший футболист сезона по версии Ассоциации футбольных журналистов: 2019/20[148]
- Лучший игрок сезона 2019/20 по версии Standard Chartered[149]
- Входит в символическую сборную года по версии European Sports Media: 2019/20